# (26890) 1995 BC4
(26890) 1995 BC4 est un astéroïde de la ceinture principale d'astéroïdes découvert en 1995.

## Description
(26890) 1995 BC4 a été découvert le 27 janvier 1995 à l'observatoire de Nachikatsuura au Japon, par Yoshisada Shimizu et Takeshi Urata.

### Caractéristiques orbitales
L'orbite de cet astéroïde est caractérisée par un demi-grand axe de 2,48 UA, un périhélie de 1,100 UA, une excentricité de 0,20 et une inclinaison de 5,56° par rapport à l'écliptique. Du fait de ces caractéristiques, à savoir un demi-grand axe compris entre 2 et 3,2 UA et un périhélie supérieur à 1,666 UA, il est classé, selon la JPL Small-Body Database, comme objet de la ceinture principale d'astéroïdes.

### Caractéristiques physiques
(26890) 1995 BC4 a une magnitude absolue (H) de 14,1 et un albédo estimé à 0,168.